# سواره‌نظام سنگین
سواره نظام سنگین (انگلیسی: Heavy cavalry)، به نیروهای نظامی گفته می‌شود که از زمان اشکانیان تحت عنوان زره پوش تا سده هجدهم در بین ملل گوناگون وجود داشته و در نبردها استفاده می‌شده‌است. تفاوت این گروه با سایر سواران در نوع سلاح و تجهیزات نظامی است که در قیاس با سایر نیروها، از تجهیزات سنگین‌تری برخوردار است.

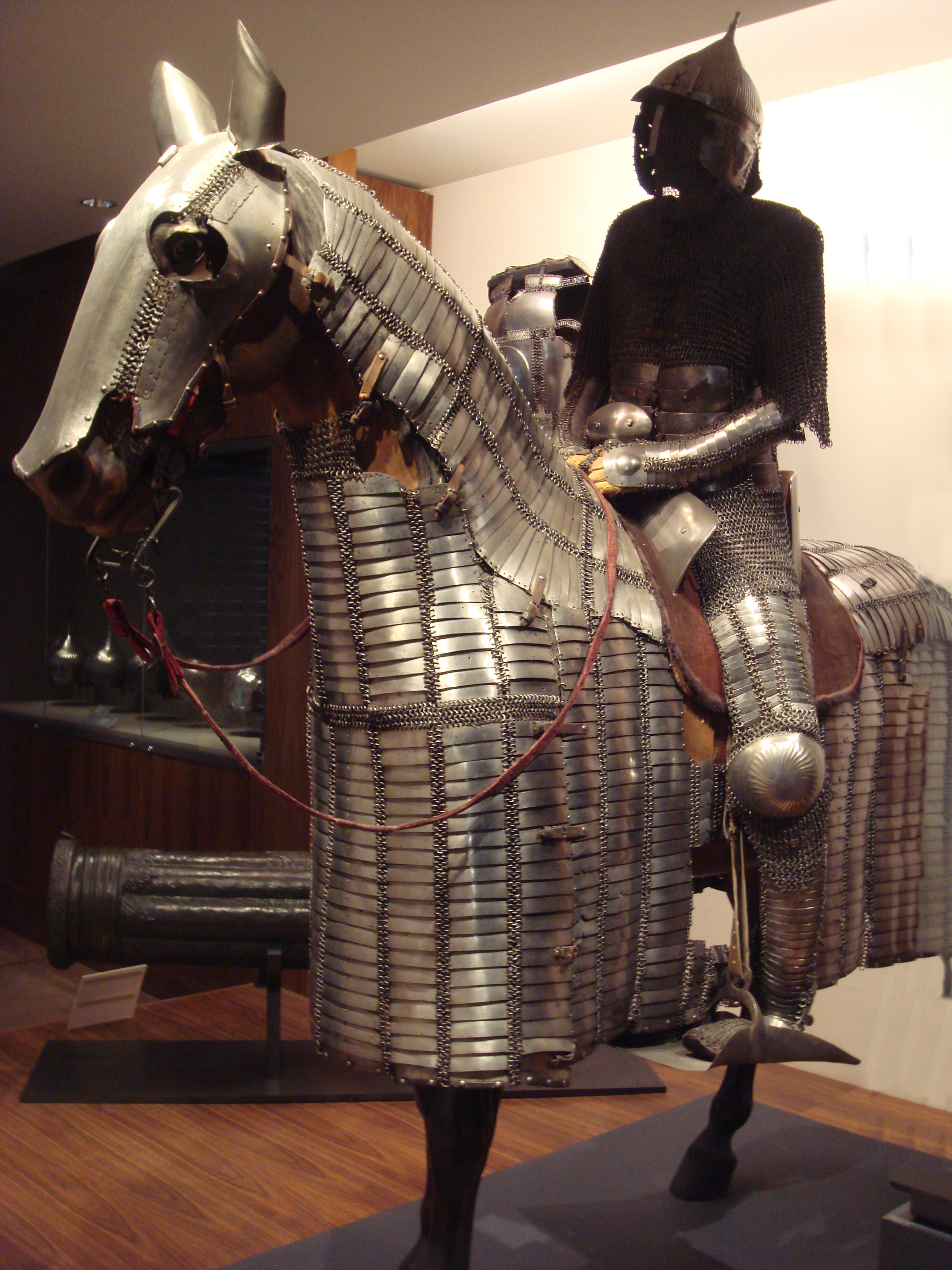
نمونه‌ای از سواره نظام سنگین اسحله عثمانی در قرن ۱۶ میلادی